# Enric Larreula
Enric Larreula i Vidal (Barcelona, 1941) es un escritor español en lengua catalana.

## Biografía
Enric nació en 1941 en el barrio antiguo de Barcelona, en un callejón cercano a Santa María del Mar. Ya de pequeño se entretenía dibujando las viñetas de los cómics que él mismo inventaba. Hijo de una familia obrera, a la edad de catorce años empezó a trabajar en una fábrica, aunque continuó estudiando y obtuvo una maestría industrial.
Posteriormente, dejó la fábrica y se dedicó profesionalmente a una de sus grandes pasiones, el dibujo, que había estudiado por correspondencia. Trabajó para la famosa Editorial Bruguera, en la que realizó series de aventuras, de guerra, de indios y cowboys. 
Al volver del servicio militar, sin embargo, un desprendimiento de retina lo alejó del trabajo de dibujante, aunque, a veces, ha ilustrado algún libro suyo como, por ejemplo, el titulado Detrás nuestro un río de flores rotas. 
A partir de ese momento, realizó diversos oficios, entre los que cabe destacar el de vendedor de libros a domicilio (se trataba de la venta de libros en catalán, de Edicions 62, en un momento en que aún no había ni catálogos ). 
A finales de la década de los sesenta, se incorporó a las clases de lengua catalana que Òmnium Cultural organizaba en las escuelas. A los treinta y cinco años empezó a estudiar en la Universidad y, en 1983, se licenció en Filología Catalana. Actualmente, es profesor de didáctica de la lengua en la Facultad de Ciencias de la Educación de la Universidad Autónoma de Barcelona. También ha sido profesor de la lengua catalana en esta misma facultad. 
Enric Larreula empezó a escribir justo después del desprendimiento de retina y de la operación de la vista, que le obligaron a dejar su oficio de dibujante. Escribió para aprender y para practicar esa lengua que la escuela de ese momento ocultaba y para poder explicar todo lo que le preocupaba. Larreula afirma sin disimular un cierto orgullo, que si hubiera nacido en un país donde la gente viviera sin ningún problema ni acoso lingüístico (Londres, París, Madrid), supongo que no me habría estimulado tanto a escribir. Quizá no me hubiera preocupado ni habría escrito nunca. En este sentido, Larreula asegura, con la perspectiva que dan los años, que su auténtica vocación habría sido la de dedicarse al estudio de los animales, la defensa de la ecología. No se considera ni un gramático ni un lingüista vocacional, en todo caso es un ecologista lingüista, una persona que, preocupada por la defensa de la Tierra, también se preocupa por la defensa de las lenguas en proceso de desaparición, un proceso que, como él mismo recuerda, los últimos en darse cuenta de que se produce son, precisamente, los propios hablantes del idioma recesivo. 
Al final de la década de los setenta, empezó a publicar material didáctico y ha participado en la realización de sesenta libros de enseñanza. A partir del año 1981, se produce su incorporación a la literatura catalana, principalmente con narrativa para niños y para jóvenes, pero sin olvidar la producción de obras dirigidas a un público adulto. De hecho, Larreula tiene un amplio abanico de producción. Actualmente, ya han llegado al mercado cerca de un centenar de obras suyas. 
Ha obtenido diversos premios, entre los que cabría destacar Víctor Català de cuento y narración 1967, concedido a la obra Recopilación de cuentos, el Puig i Llensa (Premios Recopilación de cuentos de 1969) por la obra El beso, el premio Narrativa de Montaña 1970 por la obra El paso de la noche, el Red de ensayo 1983 por Las revistas infantiles catalanas de 1939, el Serra d'Or de literatura infantil 1984 por el cuento Marduix; Pere IV d'Humor i Sàtira 1990 por la recopilación de cuentos La propina (premio que repite en el 2000, por otro libro de cuentos, La ducha), el premio Lola Anglada 1991 por Cuentos para un mundo mejor, y el Gran Angular 1994 por Los árboles pasaban a ras de ventana. En el campo de la pedagogía ha obtenido uno de los premios Baldiri Reixach de 1979. 
Algunas de sus obras han sido traducidas a otras lenguas: alemán, inglés, vasco, danés, español, finés, francés, gallego, italiano, japonés y sueco.

## Traducciones
Traducciones del español
- En Peret y en Perot, de Pako Sagarzazu. Barcelona: La Galera, 1983.

Traducciones del francés
- El enfermo imaginario, de Molière (adaptación en versión juvenil). Barcelona: Proa, 1987.
- El pequeño Nicolás, de Sempé / Goscinny. Barcelona: La Galera, 1987. (En colaboración con Núria Vilà.)
- Los patios del pequeño Nicolás, de Sempé / Goscinny. Barcelona: La Galera, 1987. (En colaboración con Núria Vilà.)
- El pequeño Nicolás y los compañeros, de Sempé / Goscinny. Barcelona: La Galera, 1988. (En colaboración con Núria Vilà.)
- El pequeño Nicolás y los problemas de Joachim, de Sempé / Goscinny. Barcelona: La Galera, 1988. (En colaboración con Núria Vilà.)
- Las vacaciones del pequeño Nicolás, de Sempé / Goscinny. Barcelona: La Galera, 1988. (En colaboración con Núria Vilà.)
- Mil años de cuentos, volumen y. Barcelona: Baula, 1990. (En colaboración con Núria Vilà.)
- Mil años de cuentos, volumen ii. Barcelona: Baula, 1991. (En colaboración con Núria Vilà.)[3]

## Teatro
- Hombre feliz. Obra representada por el cuadro escénico de Televisión Española, bajo la dirección de Jaume Picas, y emitida por TVE en su programación en lengua catalana del 27 de abril de 1971.

Pero yo soy un oso. Adaptación escénica de la traducción de la obra de Frank Tashlin realizada por el Grupo La Nave. Estrenada en Granollers en 1987. 
- Te han engañado, Inmaculada. Versión escenificada de los cuentos del mismo nombre realizada por el grupo Iluso Teatro, bajo la dirección de Jordi Fité. Estrenada en el Casal Pere IV de Sabadell en diciembre de 1997.[4]